# Салвадор на Светском првенству у атлетици у дворани 2012.
Салвадор је дванаести пут учествовао на Светском првенству у атлетици у дворани 2012. одржаном у Истанбулу од 9. до 11. марта. Репрезентацију Салвадора представљао је један такмичар, који се такмичио у трци на 400 метара.
Салвадор није освојио ниједну медаљу али је њихов такмичар остварио лични рекорд сезоне.

## Учесници
Мушкарци:
- Такеши Фуџивара — 400 м

## Резултати

### Мушкарци
| Атлетичар       | Дисциплина | Лични рекорд | Квалификације | Квалификације | Полуфинале           | Полуфинале           | Финале               | Финале        | Детаљи |
| Атлетичар       | Дисциплина | Лични рекорд | Резултат      | Место         | Резултат             | Место                | Резултат             | Место         | Детаљи |
| --------------- | ---------- | ------------ | ------------- | ------------- | -------------------- | -------------------- | -------------------- | ------------- | ------ |
| Такеши Фуџивара | 400 м      |              | 48,96 ЛРС     | 4. у гр. 4    | Није се квалификовао | Није се квалификовао | Није се квалификовао | '23 / 31 (32) |        |